# Tricladium indicum
Tricladium indicum är en svampart som beskrevs av Sati & N. Tiwari 1992. Tricladium indicum ingår i släktet Tricladium och familjen Helotiaceae.   Inga underarter finns listade i Catalogue of Life.